# セイルフィンプレコ
セイルフィンプレコ（学名：Pterygoplichthys gibbiceps）は、ナマズ目・ロリカリア科に分類される魚の一種。プレコと呼ばれるナマズのグループの代表的なものの一つ。日本語では「セルフィンプレコ」と表記されることもある。

## 形態
全長は最大で50cmほどになる。茶褐色の地肌に黒褐色の丸い斑点がびっしりと入る。幼魚ではこの斑点模様が体に対して相対的に大きく目立つが、成長するにつれて細かくなり、大型個体ではあまり目立たなくなる。幅広い背びれを持ち、これを広げた姿が帆船の帆(Sail)を思わせることに由来する名前を持つ。

## 分布
アマゾン川、オリノコ川、移入分布：比謝川（沖縄県）

## 生態
主として植物質を食べるが、生物の死骸も食べる雑食性である。アクアリウムにおいては人工餌から赤虫、コケまで選り好みなく食べる。また水質への順応性も高い。

## 人間との関係

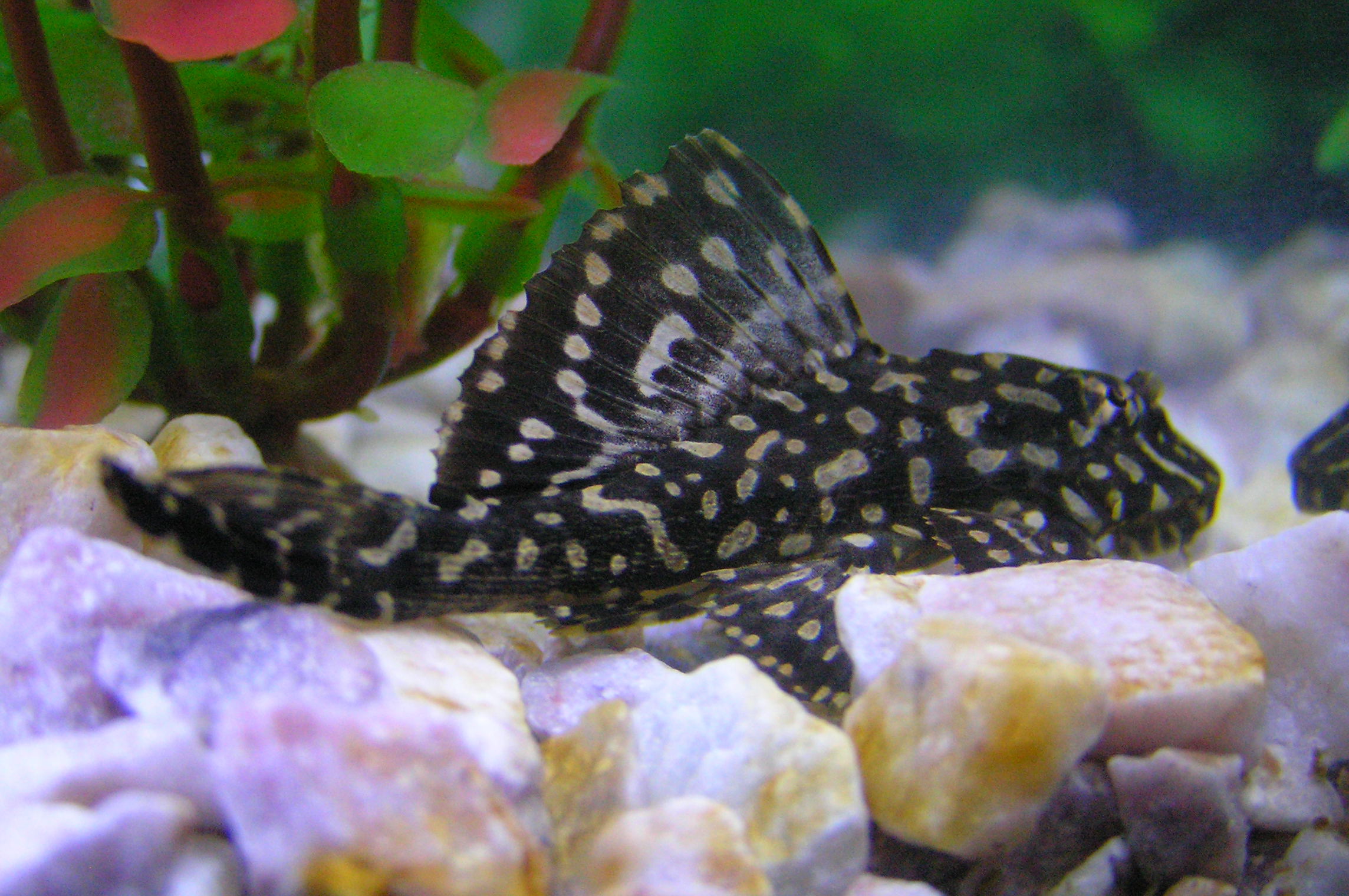
オレンジスポットセルフィンプレコ

アクアリウムで飼育されるが、本種の姿を楽しむというよりはコケを食べる習性から、水槽に生える藻類を食べさせるメンテナンス用の魚としての需要が高い。そのため、養殖された5cm程度の幼魚が安価かつ大量に販売されているが、成長は早く1年で20cmほどに成長する。このことを知らずに購入し大型化した本種を持て余す飼育者が多いが、成長したセイルフィンプレコは大型魚の水槽の掃除役としての需要があり、熱帯魚ショップに引き取ってもらうことが可能である。モラルの無い飼い主によって河川に捨てられることも多いようで、各地の河川や湖沼で本種や「ヒポプレコ」のような安価な大型プレコが発見される事例が後を絶たない。改良品種としてアルビノ個体がポピュラーに見られ、また近縁種であるPterygoplichthys joselimaianusがオレンジスポットセイルフィンプレコとして販売される。また、数は少ないが野生で採集された個体にも人気がある。